# Videomannen
Videomannen är en svensk långfilm som hade premiär 24 augusti 2018. Filmen är regisserad av Kristian A. Söderström som även skrivit manus. Producent var Jim Lindmark. Filmen handlar om Ennio (Stefan Sauk) en filmsamlare med alkoholproblem och pengaproblem. En dag hittar han en värdefull film hos Simone (Lena Nilsson), och de finner även varandra. Filmen blir stulen och en jakt på den inleds.

## Rollista
| - Stefan Sauk – Ennio Midena - Lena Nilsson – Simone Karlsson - Morgan Alling – Bosse - Martin Wallström – chefen - Sven Wollter – grannen - Helena Jansson – Lena - Amanda Ooms – kollegan - Carolin Stoltz – Faceless | - Darko Savor – Faceless partner - Anna Wallander – Maggan - Michael Östervee – Ralph - Mattias Palm – Sten - Kim Theodoridou Bergquist - Kristin - Daniel Ekeroth – Franco - Victor von Schirach – Oscar - Ennio Midena – Fastighetsskötare |